# Ctenomys validus
El tuco-tuco robusto o tuco-tuco de Guaymallén (Ctenomys validus) es una especie de roedor histricomorfo de la familia Ctenomyidae endémica de Argentina.

## Nombre común
- Tunduque,[2] tuco-tuco robusto, tuco-tuco de Guaymallén.

## Fuente
1. ↑  «Ecología y Medio Ambiente - Eco Sitio - Biodiversidad - Fauna: Mamíferos amenazados». Archivado desde el original el 19 de octubre de 2007.
2. ↑   (enlace roto disponible en Internet Archive; véase el historial, la primera versión y la última).

- Baillie, J. 1996. Ctenomys validus. 2006 IUCN Lista Roja de Especies Amenazadas; consultado el 29 de julio de 2007.
- Contreras, J. R., V. G. Roig, C. M. Suzarte. 1977. Ctenomys validus, una nueva especie de "tunduque" de la provincia de Mendoza (Rodentia; Octodontidae). Physis Sección C, 36:159-162.